# Cantó d'Argenteuil-Oest
El cantó d'Argenteuil-Oest és un antic cantó francès del departament de Val-d'Oise, que estava situat al districte d'Argenteuil. Comptava amb part del municipi d'Argenteuil.
Va desaparèixer al 2015 i el seu territori es va dividir entre el cantó d'Argenteuil-1, el cantó d'Argenteuil-2 i el cantó d'Argenteuil-3.

## Municipis
- Argenteuil (part)

## Història
| Data d'elecció                           | Identitat      | Partit          | Qualitat |
| ---------------------------------------- | -------------- | --------------- | -------- |
| 1985-1998                                | Roger Ouvrard  | PCF             |          |
| 1998-2011                                | Alain Leikine  | PS, després PRG |          |
| 2011-                                    | Xavier Pericat | UMP             |          |
| les dades anteriors no són pas conegudes |                |                 |          |
|                                          |                |                 |          |

## Demografia
| A partir de 1990: Població sense dobles comptes |